# Hesperocharis idiotica
Hesperocharis idiotica is een vlinder uit de familie van de witjes (Pieridae). De wetenschappelijke naam van de soort is voor het eerst geldig gepubliceerd in 1869 door Butler.